# Pyréo
 (août 2025).
PYRéO (ou Pyréo, anciennement, jusqu'en 2022, Aper Pyro) est l'éco-organisme agréé par l'État français pour la gestion des déchets pyrotechniques issus d'engins de signalisation utilisés par les marins en cas de besoin de secours (hors munitions non explosées et autres matériels militaires de ce type qui en France, relèvent de l'Armée et/ou des services de déminage).
Sa mission principale est d'organiser et de coordonner la collecte et le traitement de ces déchets spécifiques et dangereux, en assurant la conformité de la filière avec la responsabilité élargie du producteur, dite « REP ». Pyréo doit pour cela collaborer et négocier avec les diverses parties prenantes de la filière pyrotechnique : fabricants, importateurs, distributeurs, utilisateurs (professionnels et particuliers), Fédération française de voile (FFV) ainsi qu'avec certaines institutions publiques (conseils régionaux en charge des plans régionaux de prévention et de gestion des déchets, maintenant intégrés dans les SRADDET) et autres acteurs de l'économie circulaire.

## Engins concernés
Les engins pyrotechniques concernés se répartissent en plusieurs catégories selon leur portée, leur durée d'émission et leur usage spécifique.
Les trois principaux types sont :
- les fusées parachute, utilisées pour signaler une détresse à longue distance grâce à un projectile incandescent propulsé à environ 300 mètres, ralenti par un parachute et visible durant au moins 40 secondes ;
- les feux à main, conçus pour des situations de proximité, produisent un feu rouge intense pendant environ une minute afin d'améliorer la localisation ;
- les fumigènes flottants, qui génèrent une épaisse fumée colorée pendant environ trois minutes, destinée à renforcer la visibilité de l'embarcation en détresse.

En 2006, l'ADEME rappelle que deux autres dispositifs, plus spécifiques à la flotte marchande et à la pêche hauturière, sont à intégrer dans la typologie concernée :
- les appareils lance-amarre, qui permettent le lancement d'un cordage dans le cadre d'opérations de remorquage[2] ;
- les feux à retournement électrique avec fumigène (man overboard), utilisés pour signaler une chute à la mer, combinant un signal fumigène actif pendant 15 minutes et deux feux électriques permettant une meilleure localisation, y compris de nuit[2].

## Histoire et contexte
Avant la mise en place d'une filière de collecte et de traitement des engins pyrotechniques périmés, les plaisanciers et marins adoptaient souvent des pratiques informelle dangereuses ou illégales pour se débarrasser de leurs fusées de détresse et fumigènes arrivées à expiration (ex. : tir festif le 14 juillet ou 15 août ou lors de match de football ou d'autres évènements, qui ont parfois déclenché de fausses alertes avec mise en branle du dispositif de secours… « pour plusieurs dizaines de milliers d'euros), ou qui ont aussi provoqué des accidents. Des fusées pouvaient être « Stockés dans les bateaux ou dans les garages des plaisanciers ; remis aux capitaineries ou aux services de déminage, lorsque ceux-ci les acceptent gracieusement ; déposés dans des zones couvertes par la sécurité civile, qui se doit alors de les collecter, pour des raisons de sécurité ; donnés à des artificiers, hors d'un cadre règlementaire et organisationnel précisément établi ; jetés avec les ordures ménagères, bien que cette pratique ait déjà été à l'origine d'un certain nombre d'accidents ; utilisés lors d'évènements particuliers : 14 juillet, évènements sportifs ou… jetées en mer ». Les services de déminage s'en débarrassaient en les détruisant dans des installations sans filtration de l'air.

D'autres témoignages font état de stockage prolongé à bord des navires, ou encore d'une réutilisation à des fins détournées (dans des contextes de manifestation par exemple). Plusieurs cas d'accidents ont été rapportés liés à la manipulation de dispositifs pyrotechniques défectueux ou altérés par le temps également sources d'accidents (explosion dans la main notamment),. 
En Juin 2025, après avoir constaté une recrudescence de tels actes, le Préfet maritime rappelle que ces « comportements inadmissibles » sont passibles de deux ans de prison et 30 000 euros d'amende, et que les fusées de détresse ne doivent être utilisées qu'en situation réelle de détresse en mer.

La législation impose aujourd'hui qu'à bord d'un voilier, d'un navire ou d'un canot de sauvetage, les matériels pyrotechniques soient non périmés et stockés en sécurité ; et une fois périmés, ils peuvent être ramenés dans les magasins d'accastillage (dès lors que le magasin commercialise des engins pyrotechniques de signalisation de détresse) rappelle le préfet maritime, qui ont l'obligation de les reprendre et de les recycler ou faire détruire avec valorisation énergétique (sans aucune obligation d'achat, et sans limites de quantité). Le défaut de signaux à bord ou la présentation de signaux périmés est une infraction, de même que leur utilisation à d'autres fin que le signalement de détresse. En cas de contrôle maritime (gendarmerie, affaires maritimes) avec non-conformité des feux de détresse à bord, le propriétaire ou responsable s'expose à une contravention de cinquième classe (jusqu'à 1 500 € d'amende, et jusqu'à 3 000 € en cas de récidive, avec possible interdiction de navigation et immobilisation du navire jusqu'à mise en conformité de l'armement de sécurité. En cas d'accident ou de détresse non signalée faute de matériel conforme, la responsabilité du propriétaire peut être engagée. Il convient de « jamais percuter d'engin dont la limite de validité a expiré ! Leur enveloppe peut être endommagée (rouille, exposition aux rayons solaires ultraviolets…) et fragilisée au point de ne plus pouvoir contenir correctement la mise à feu (risque de brûlure grave pour l'utilisateur). Leur réactif chimique peut avoir été exposé à l'humidité, entraînant un retard d'allumage générateur d'accident (départ différé inopiné de la fusée par exemple). D'une manière générale, même avec des engins pyrotechniques en cours de validité ou d'apparence en très bon état, la manipulation de ces explosifs doit s'effectuer avec précaution et, compte tenu d'un risque toujours présent, uniquement en cas de nécessité (…) Il ne doit pas être jeté à la poubelle ou déposé en déchèterie (…) L'utilisation d'engins pyrotechniques à des fins autres que le signalement d'une détresse (détruire un engin périmé, fêter une victoire, se distraire…) est une infraction pénale de rang délictuel. ». 

« la destruction d'un engin périmé par son utilisation et donc l'utilisation d'une fusée de détresse sans motif est une infraction pénale de rang délictuel. L'article 332-14 du code pénal stipule ainsi : « Le fait de communiquer ou de divulguer une fausse information dans le but de faire croire qu'une destruction, une dégradation ou une détérioration dangereuse pour les personnes va être ou a été commise est puni de deux ans d'emprisonnement et de 200 000 francs (environ 30 770 euros) d'amende. Est puni des mêmes peines le fait de communiquer ou de divulguer une fausse information faisant croire à un sinistre de nature à provoquer l'intervention inutile des secours. ». Des peines d'emprisonnement avec sursis ont déjà été prononcées pour des personnes ayant utilisé une fusée de détresse depuis une plage, sans motivation. D'autre part, l'article 1384 du code civil rend responsable leur propriétaire des accidents ou préjudices causés par des équipements pyrotechniques abandonnés ou stockés. »

Au début des années 2000, le transport des signaux pyrotechniques périmés ne peut légalement se faire que via un transporteurs agréés ADR, avec des contraintes spécifique au type et quantité de matière active transportée (impliquant un agrément dans le cadre du décret no 90-153, ou l'application du régime des ICPE. avec étude de sécurité et définition de consignes dans le cadre du décret no 79-846).
Pyréo a été créé en 2015/2016 à l'initiative de la Fédération des industries nautiques (FIN), avec les acteurs de l'industrie pyrotechnique, en réponse à l'évolution de la règlementation sur les déchets et à l'application du principe de la responsabilité élargie du producteur aux produits pyrotechniques.
En 2021, un contentieux entre Pyréo dont le plan de financement ne portait que sur 2022-2024 (car il estimait ne pas pouvoir précisément évaluer les volumes à collecter) et l'État qui lui demandait d'étendre la collecte (avec l'ajout d'une reprise « un pour zéro », notamment) ; ce qui explique que Pyréo n'a été agréé que le 29 décembre 2021 et uniquement pour un an (depuis, l'agrément a été prolongé jusqu'à fin 2027). L'éco-organisme peut alors débuter ses activités opérationnelles dans le champ de la filière à responsabilité élargie du producteur (REP) applicable aux « contenus et contenants des produits chimiques pouvant présenter un risque significatif pour la santé et l'environnement » (aussi qualifiés de déchets diffus spécifiques, ou DDS) ».

## Quantités concernées
Un rapport (2006) de l'ADEME se base sur les évaluations suivantes :
- la flotte française de plaisance comprend alors 894 000 unités, dont 30 500 situées dans les départements et territoires d'outre-mer. Parmi elles, près de 500 000 bateaux réalisent au moins une navigation annuelle, et environ 100 000 naviguent au-delà de six milles nautiques d'un abri. Ces derniers, dont normalement équipés d'embarcations de sauvetage de classe IV, embarquent donc des engins pyrotechniques règlementaires ;
- l'équipement règlementaire total estimé de la flotte de plaisance se chiffre donc à environ 2,8 millions d'unités pyrotechniques pour les fusées parachute, feux à main et fumigènes, qui sont périmés en moyenne après trois ans.

Le gisement annuel à collecter et à traiter serait donc de près de 930 000 unités : 700 000 feux à main (75 %), 165 000 fusées parachute (18 %) et 67 000 fumigènes (7 %). Ces données sont cohérentes avec les résultats d'une opération pilote de collecte menée lors du salon nautique du Grand Pavois en 2006, où 3 182 signaux de détresse périmés avaient été récupérés.
Sur la base d'estimations sectorielles faites en 2006 par l'ADEME :
- le gisement annuel de signaux pyrotechniques périmés en France se composait alors majoritairement d'équipements issus de la navigation de plaisance (environ 92 %), loin devant la pêche (4 %) et la flotte marchande sous pavillon français (4 %) ;
- le secteur de la pêche générait chaque année près de 36 000 unités (dont 15 000 fusées parachute, 5 200 fumigènes et 15 800 feux à main)[2] ;
- pour les navires de commerce (environ 5 300 unités en France en 2006, dont une part équipée comme des navires de plus de 500 unités de jauge brute. En tenant compte d'une hypothèse de deux embarcations de sauvetage en moyenne par navire, le gisement de la marine marchande est estimé à environ 29 000 signaux par an, répartis en 15 000 fusées, 3 400 fumigènes et 10 600 feux à main. Les matériels les plus fréquents sont dits « de passerelle » (c'est à dire présents à bord : 69 % du total) par rapport aux équipements intégrés aux radeaux de sauvetage (31 %). Le total annuel du flux s'élève à environ 274 tonnes, dont 91 tonnes de matière active, principalement constituées de feux à main (73 %), suivis par les fusées parachute (20 %) et les fumigènes (7 %). La composition chimique et la classification des risques (classes 1.3G, 1.4G et 1.4S) conditionnent fortement les protocoles de collecte et de traitement, les fusées parachute représentant les plus fortes contraintes logistiques[2].

Les stations de révision des radeaux, les porteurs étrangers touchant les ports français, et les revendeurs spécialisés contribuent également à l'accumulation d'un stock résiduel significatif, difficile à quantifier sans étude nationale consolidée.
À noter qu'en 2006, le pourtour méditerranéen concentre d'importants stocks non traités, parfois de plusieurs dizaines de tonnes, du fait de l'absence antérieure d'une filière structurée et de pratiques disparates (destruction informelle par les services de déminage…).
Le 28 juillet 2025, Pyréo lance une enquête nationale visant à lister les lieux de la fin de vie des engins de signalisation de détresse (feux à main, fusées parachutes et fumigènes) en France, afin d'avoir une vision précise du gisement et des stocks collectables. Basée sur un questionnaire dédié,l'enquête, confiée au cabinet Inddigo (expert des comportements environnementaux) porte notamment sur les stocks détenues par les plaisanciers, professionnels, magasins d'accastillage, stations de révision et capitaineries.
Elle vise l'ensemble de ces publics. Les résultats incluront une analyse des freins et leviers pour la remise volontaire de ces déchets dangereux ; elle est aussi accessible via le site pyreo.fr. Ils sont annoncés pour début 2026 et doivent aider PYRéO à ajuster sa stratégie, car seules 43,2 tonnes d'engins ont été collectées en 2024 (via le réseau de points de dépôt et lors de tournées régulières), ce qui est insuffisant au regard des environ 300 000 fusées parachutes, feux à main et fumigènes sont mis sur le marché chaque année (soit environ 3 millions d'unités par décennies), rien qu'en France (soit 40 à 45 t/an).

## Missions, rôles et agrément
En tant qu'éco-organisme agréé, Pyréo assume plusieurs rôles essentiels pour la gestion des déchets pyrotechniques, qui a évoluée en 2020 à la suite de la loi AGEC du 10 février 2020.

### Conformité règlementaire
Pyréo est mandaté par les pouvoirs publics pour garantir l'application de la responsabilité élargie du producteur. Cela signifie qu'il incombe à Pyréo d'organiser la prise en charge des déchets générés par les produits pyrotechniques mis sur le marché par les producteurs. L'organisme est également responsable des enregistrements et des déclarations auprès des autorités compétentes et du registre national des producteurs.
« L'agrément de Pyréo, prévu à l'origine seulement pour une durée d'un an, a été finalement étendu jusqu'au 31 décembre 2027 par un arrêté délivré par la Direction générale de la prévention des risques (DGPR) et paru au Journal officiel le 30 juillet » ; cet agrément lui a été attribué initialement le 29 décembre 2021.

## Organisation de la collecte
Pyréo structure et coordonne un réseau de collecte dédié aux déchets pyrotechniques sur l'ensemble du territoire français (métropolitain et ultramarin). La collecte est organisée sans frais pour les détenteurs de ces déchets, qu'il s'agisse de particuliers (plaisanciers notamment) ou de professionnels. Une première évaluation (Ademe, 2006, P.38) concluait que le littoral français et d'Outre Mer présente environ 3 500 distributeurs de matériel nautique ; soit, en incluant les revendeurs présents dans les départements intérieurs, de 4 000 à environ 5 000 magasins.
En raison de la nature dangereuse des produits pyrotechniques (explosifs et contenant des produits toxiques, polluants tels que perchlorates et/ou dystrophisants), les modalités de collecte sont spécifiques et doivent assurer la sécurité tout au long du processus.

## Traitement des déchets pyrotechniques
Pyréo est chargé de mettre en œuvre des solutions de traitement adaptées, permettant de neutraliser les substances dangereuses et, lorsque cela est possible, de valoriser les matériaux récupérables. Le traitement de ces déchets implique des protocoles stricts pour minimiser les risques et les impacts environnementaux. Les techniques employées dépendent de la composition et du type de déchets pyrotechniques. En 2025, les produits collectés sont orientés vers l'un des deux centres de traitement (Pont-de-Buis en Bretagne ou à Fos-sur-Mer dans les Bouches-du-Rhône), pour une valorisation énergétique, ou une valorisation matière selon le centre de traitement.

## Moyens et financement
Les activités de Pyréo sont financées par l'éco-participation.
Cette contribution financière est intégrée au prix des produits pyrotechniques neufs et est payée par le metteur sur le marché, puis répercutée jusqu'au consommateur final.

Les fonds ainsi collectés permettent à Pyréo de couvrir les coûts liés à la collecte, au transport, au traitement et à la valorisation des déchets pyrotechniques, ainsi que les dépenses de communication et de recherche et développement pour améliorer la filière. D'éventuelles recettes issues de la valorisation de certains matériaux peuvent compléter ce financement.